# Video 2000
Video 2000 er en nu udgået type videobånd, som var en europæisk video-standard udviklet af Philips.
Video 2000 opnåede aldrig nogen nævneværdig succes, selvom mange mente at teknologien var bedre end samtidige typer. Video 2000 kom på markedet i 1979 og den sidste afspiller blev produceret i 1988, da de   i løbet af 1980'erne blev helt udkonkurreret af VHS. 
Philips benyttede også kassetterne i båndoptagere til logging af bl.a. kommunikationslinjer, da de nu engang havde udviklet kassetterne. Ved hjælp af særlige tonehoveder lykkedes det at presse 128 audiospor ind på et magnetbånd med en bredde på ½ tomme. 1 kassette kan rumme 64 kanaler optaget kontinuerligt i 24 timer.